# National Enquirer (1836)
The National Enquirer fue un periódico estadounidense de línea editorial abolicionista. Fue fundado por Quaker Benjamin Lundy en 1836. 
Tras asumir el puesto de editor, cambió su nombre por el de Pennsylvania Freeman, en el año 1838.
- Datos: Q6972465